# アートフル・ドジャー
アートフル・ドジャー（Artful Dodger）は、マーク・ヒルとピート・デヴェルーの2人によって結成された、イギリス出身の音楽ユニット。

## 来歴
1999年に、歌手／DJのクレイグ・デイヴィッドと組み発表した楽曲「Re-Rewind (The Crowd Say Bo Selecta)」が全英シングルチャート2位となり、その後も「Movin' Too Fast」(同2位)「Woman Trouble」（同4位）などの楽曲を発表した。
その後、デヴェルーは単独名義で、オーディション番組出身の5人組リバティ・エックスのプロデュースを手がけ、ヒルもアートフル・ドジャー名義でプロデュース活動を行っていた。
2014年には、ヒルとMCアリステアの体制でライブ活動を行っている。

## ディスコグラフィ

### アルバム
- 『イッツ・オール・アバウト・ザ・ストラグラーズ』 - It's All About the Stragglers (2000年、London)